# Пещерка (Алтайский край)
Пещерка — село в Залесовском районе Алтайского края России. Административный центр Пещерского сельсовета.

## История
В «Списке населённых мест Российской империи» 1868 года издания населённый пункт упомянут как заводская деревня Пещерка Барнаульского округа (1-го участка) Томской губернии при речках Каменке и Пещерке. В деревне имелось 55 дворов и проживало 304 человека (143 мужчины и 161 женщина).

В 1899 году в деревне, относящейся к Залесовской волости Барнаульского уезда, имелось 147 дворов (140 крестьянских и 7 некрестьянских) и проживало 713 человек (338 мужчин и 375 женщин). Функционировали два кожевенных завода, мыловаренный завод, две мануфактурных и одна мелочная лавки и общественный хлебозапасный магазин.
По состоянию на 1911 год деревня включала в себя 160 дворов. Население на тот период составляло 1007 человек.

В 1926 году в селе имелось 407 хозяйств и проживало 1820 человек (871 мужчина и 949 женщин). Функционировали школа I ступени и лавка общества потребителей. В административном отношении Пещерка являлось центром сельсовета Залесовского района Барнаульского округа Сибирского края.

## География
Село находится в северо-восточной части Алтайского края, на берегах реки Каменка, вблизи места впадения в неё реки Пещерка, на расстоянии примерно 9 километров (по прямой) к северо-северо-востоку (NNE) от села Залесово, административного центра района. Абсолютная высота — 215 метров над уровнем моря.

Климат умеренный, континентальный. Средняя температура января составляет −19 °C, июля — +18 °C. Годовое количество атмосферных осадков — до 600 мм.

## Население
| 1997  | 1998  | 1999  | 2000  | 2001  | 2002  | 2003  |
| ----- | ----- | ----- | ----- | ----- | ----- | ----- |
| 1673  | ↘1622 | ↘1562 | ↘1548 | ↘1534 | ↘1513 | ↘1417 |
| 2004  | 2005  | 2006  | 2007  | 2008  | 2009  | 2010  |
| ↘1416 | ↘1402 | ↘1379 | ↘1363 | ↘1359 | ↘1357 | ↘914  |
| 2011  | 2012  | 2013  |       |       |       |       |
| ↗1249 | ↘1209 | ↘1198 |       |       |       |       |

Согласно результатам переписи 2002 года, в национальной структуре населения русские составляли 86 %.

## Инфраструктура
В селе функционируют средняя общеобразовательная школа, фельдшерско-акушерский пункт (филиал КГБУЗ «Залесовская центральная районная больница»), дом культуры, библиотека и отделение Почты России. 
На северной окраине села, на берегах озера Пещерка, действует туристическая база "Пещерский водопад", названная по одноимённой достопримечательности в этой местности.

## Улицы
Уличная сеть села состоит из 12 улиц и 1 переулка.